# Daniel Asia
Daniel Asia (Seattle, 27 juni 1953) is een Amerikaans componist.
Asia kreeg zijn muzikale opleiding aan het Hampshire College en de Yale-universiteit. Hij kreeg onderricht van onder meer Jacob Druckman, Stephen Albert, Gunther Schuller, Isang Yun, Arthur Weisburg, Bruce MacCombie, Ron Perera, en Randall McClellan. Stephen Albert zou in het begin de grote promotor zijn voor uitvoeringen van Asia’s werk, met name Symfonie nr. 1. Zelf gaf Asia later les (1981-1986) aan het Oberlin Conservatorium. Vervolgens vertrok Asia naar Londen om daar verder te studeren (1986-1988). Van 1991 tot 1994 was hij de huiscomponist van de Phoenix Symfonie en gaf later les aan de Universiteit van Arizona. Zijn composities vielen regelmatig in de prijzen en worden voornamelijk in de Verenigde Staten uitgevoerd door symfonieorkesten uit de sub-top.

## Oeuvre
- Symfonie nr. 5 (2008) (37 min.)
- Strijkkwartet nr. 3 (2007)
- Why (?) Jacob (2007)
- Ragflections voor piano (of orgel) (2004) (4 min.)
- No Time voor solo piano (2004) (4 min.)
- Songs From "Adrift a Blinding Light" voor tenor en piano (2004) (7 min.)
- New Set voor gitaar en viool (2004) (14 min.)
- What About It voor orkest (2003) (7 min.)
- Breath In a Ram’s Horn voor kamerensemble en tenor (2003) (14 min.)
- Sacred Songsversion voorflute, cello, piano, sopraan (2003) (14 min.)
- Gateways (versie voor blaasensemble) (2003)
- Cello Suite (2002) (17 min.)
- Unicorns are Fireproof voor solo fluit (2002) (7 min.)
- Pines Songs II voor tenor en stem (2002) (12 min.)
- Bear Down Arizona voor orkest (2002) (2 min.)
- Koperkwintet (2001) (18 min.)
- A Lament voor cello en piano(2001) (13 min.)
- Sonata voor viool en piano (2001) (26 min.)
- Momentary Lapses voor viool en gitaar (2000) (5 min.)
- Once Again voor groot orkest (1999) (5 min.)
- Then Something Happened voor groot orkest (1999) (5 min.)
- Songs of Transcendence drie liederen voor gitaar (1999) (6 min.)
- Sacred en Profane electro-acoustic/computerwerken van Asia/Haahiem (1999) (45 min.)
- Houtblazerskwintet (1998) (14 min.)
- Gitaar Set I (1998) (12 min.)
- An E.E. Cummings Songbook voor hoge stem en piano (1998) (22 min.)
- Piano Variations (1998)
- Cello Concerto voor cello en orkes t(1997) (25 min.)
- Summer is Over voor SATB-koor (1997) (10 min.)
- Out of More voor SATB-koor (1996) (10 min.)
- Pianotrio  (1996) (30 min.)
- Purer Than Purest Pure voor SATB-koor (1996) (10 min.)
- Breath in a Ram's Horn voor hoge stem en piano (1996) (12 min.)
- Embers voor fluit en gitaar (1995) (13 min.)
- The Alex Set voor solo hobo (1995) (13 min.)
- Piano Concerto voor piano en groot orkest (1994) (37 min.)
- Five Images voor fluit en fagot (1994) (11 min.)
- Symfonie nr. 4 voor groot orkest (1993) (25 min.)
- Gateways voor groot orkest (1993) (5 min.)
- Symfonie nr.3 voor groot orkest (1992) (41 min.)
- Your Cry Will Be a Whisper voor solo gitaar (1992) (15 min.)
- At The Far Edge voor groot orkest (1991) (12 min.)
- Black Light voor orkest (1990) (10 min.)
- Symfonie nr. 2 voor orkest (1990) (26 min.)
- Pianokwartet (1989) (25 min.)
- Two Sacred Songs voor gitaar, sopraan, fluit en cello (1989) (14 min.)
- B fot J voor gemengd ensemble (1988) (5 min.)
- Celebration voor bariton (cantor) en gemengd ensemble (1988) (19 min.)
- Symfonie No. 1voor groot orkest (1987) (25 min.)
- Scherzo Sonata voor solo piano (1987) (35 min.)
- Songs from the Page of Swords voor basbariton en gemengd ensemble(1986)(25 min.)
- Ossabaw Islen Dreamvoor groot orkest(1986)(40 min.)
- Psalm 30 voor bariton (cantor), viool en piano (1986) (12 min.)
- Strijkkwartet nr.2 2 (1985) (27 min.)
- V'Shamru voor bariton (cantor) en kamerorkest (1985) (7 min.)
- Pines Songs basbariton, piano, en hobo (of fluit of viool) obbligato (1985) (16 min.)
- Three Movements voor Trompet en Orkest (1984) (12 min.)
- Pines Songs voor sopraan, blaaskwintet en piano (1983) (16 min.)
- Pines Songs voor sopraan en piano (1983) (17 min.)
- Music voor trompet en orgel (1983) (17 min.)
- Marimba Music (1983) (18 min.)
- Why Jacob? voor piano (1983) (10 min.)
- Ossabaw Islen Dream voor mezzosopraan en klein orkest (1982) (40 min.)
- She voor SATB-koor (1982) (5 min.)
- Rivalries voor kamerorkest (1981) (14 min.)
- Orange voor altviool (1979) (14 min.)
- Why Jacob? Voor koor en piano (of orgel)(1979)(14 min.)
- Sen II voor mezzosopraan en kamerensemble (1978) (19 min.)
- Line Images voor dubbel houtblazersensemble (1978) (14 min.)
- Plum-DS II voor fluit en van tevoren opgenomen fluit (1977) (12 min.)
- Sen Ivoor fluit, hoorn, en bass (1977)
- As Above voor electronic tape voor film (1977) (17 min.)
- Piano Set II voor twee piano’s (1976) (18 min.)
- Miles Mix voor elektronische tape (1976) (10 min.)
- Strijkkwartet (1976) (12 min.)
- Dream Sequence Ivoor versterkte trombone (1975) (13 min.)
- Piano Set I voor piano (1975) (22 min.)
- Shtay voor electronic tape (1975) (4 min.)
- On the Surface voor sopraan en kamerensemble (1975) (26 min.)
- Sound Shapes voor koor en pitchpipes (1973) (13 min.)